# 死んだうさぎに絵を説明する方法
死んだうさぎに絵を説明する方法 (ドイツ語: Wie man dem toten Hasen die Bilder erklärt) とは、ヨーゼフ・ボイスが1965年11月26日にデュッセルドルフのギャラリーシュメラで行ったパフォーマンス作品。

## 概要
ボイスはギャラリーでの初の個展に、頭部にはちみつを塗り、その上には金箔を貼った姿で登場した。観客を外に出すと、ボイスは腕にウサギの死体を抱き、壁にかけられた絵をウサギに説明しだした。観客は、その様子をガラス越しにただ眺めていた。